# 天象儀

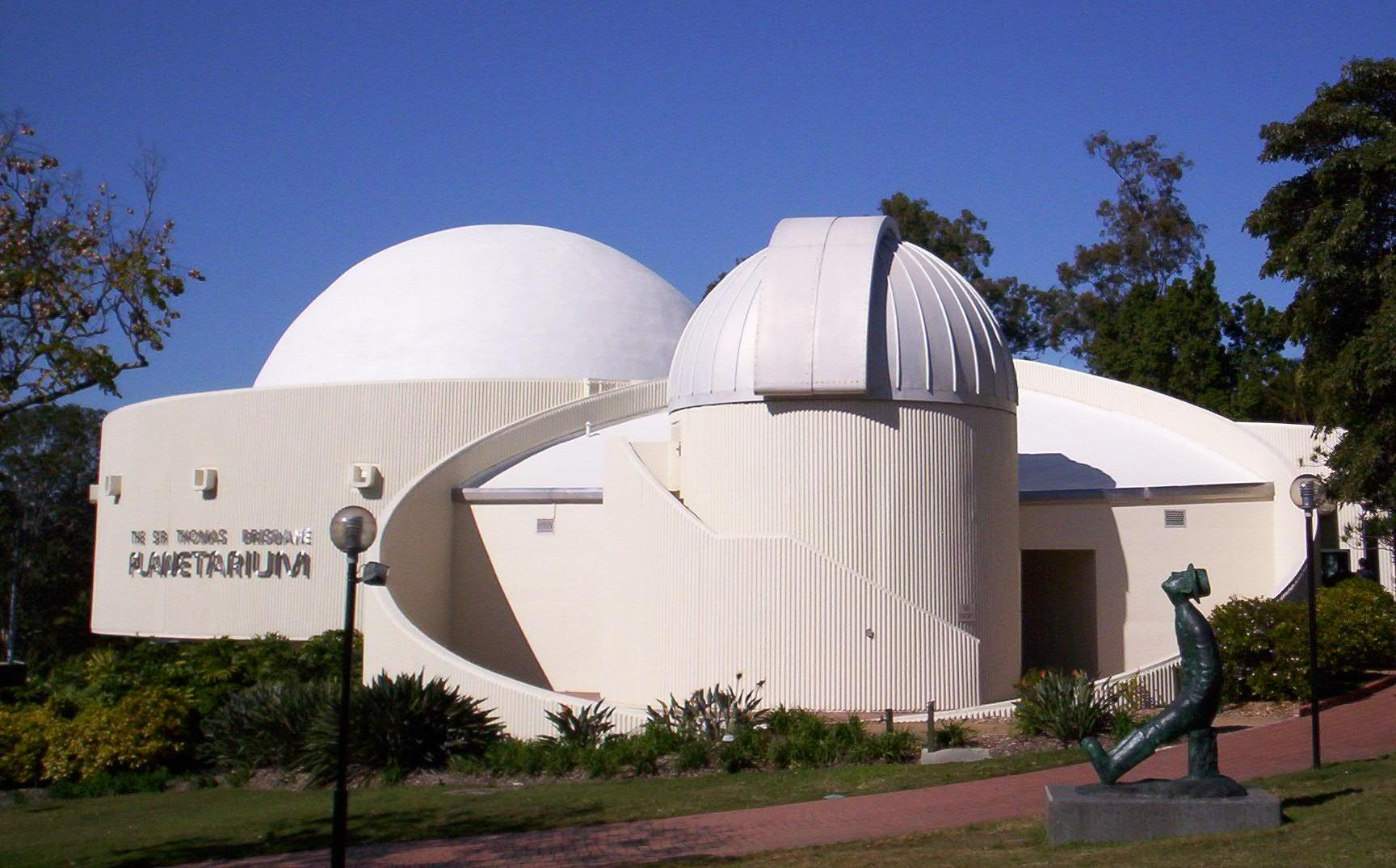
天象館最具特色與功能的建築就是巨大的圓頂。
(澳洲昆士蘭湯姆士爵士布里斯班天象館, Australia)

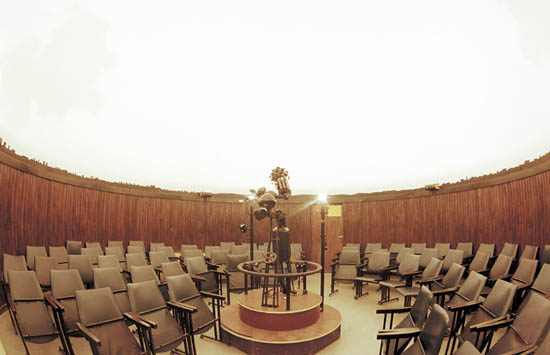
在大廳內的天象儀。
(塞爾維亞貝爾格萊德天象館)

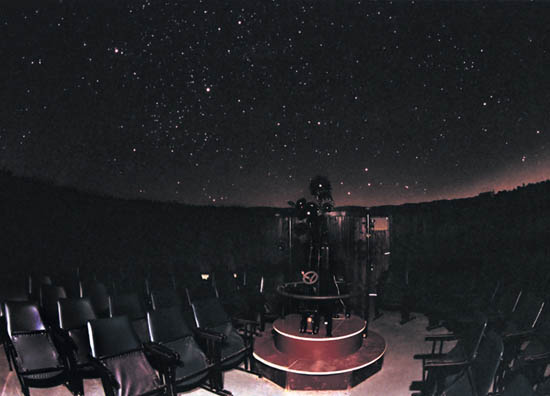
在相同大廳放映中的天象儀。
(塞爾維亞貝爾格萊德天象館)

天象儀是安放在建築物劇場內的一種儀器，主要用於展示天文和夜空有關的教育與娛樂節目，或用於天文導航的訓練。大多數天象儀的主要特徵是有巨大的圓頂投影螢幕，可以在上面呈現恆星、行星和其他的天體，也可以演出和模擬它們在天球上複雜的運動和移動的現象。可以使用多種技術創建天體的場景，例如結合光學和機電技術等精密工程的恆星球，幻燈片投影機、放映機、全天投影系統和雷射。無論使用那些技術，目的都是將天空中的目標連結在一起，提供它們精確的位置和相對運動。典型的系統可以依照地球上的緯度任意的設置一個時間點，無論是過去或未來，呈現出世界任一地點夜晚的天空。
- 在英文，planetarium的複數可以是planetariums或planetaria。
- 天象儀這個名詞有時也會被用作說明與描述太陽系儀器的名稱，像是電腦模擬的太陽系儀（orrery）。
- planetarian這個名詞也被用來稱呼天文館內的專業人員。同時也是電子小說星之夢的英文名稱。
- 天象儀軟體是將三度空間的天空以二度空間的平面影像呈現在電腦螢幕上的軟體。

天象儀已經普遍得無所不在，有些甚至是私人所擁有的。粗略的估計在美國每十萬人就有一個天象儀，這些天象儀所在的場所大小不一，從海頓天象館直徑20米可容納430人的圓頂，到直徑3米席地而坐的可攜式充氣圓頂都有。這些可以攜帶的天象儀可以提供在那些常設裝置的博物館和科學中心之外的教學服務。

## 歷史

### 早期

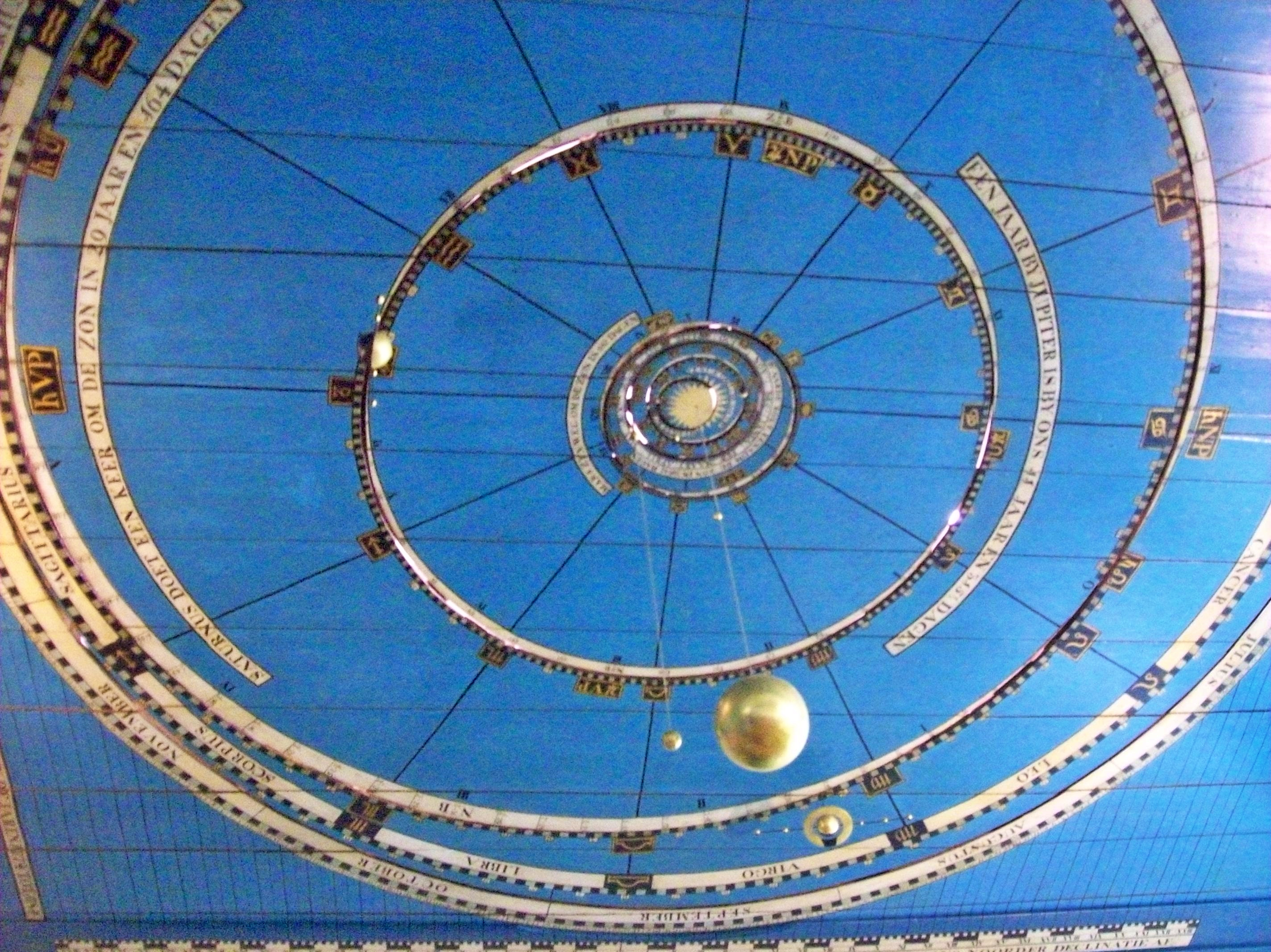
法蘭內克天象儀。

阿基米德被認為是第一位擁有可以預測太陽、月球與行星運動的原始天象儀的人，安提基特拉機械的發現，證明這種設備在古代早就已經存在。Johannes Campanus（1220-1296）在他著作的Theorica Planetarum描述了天象儀的結構和製作的方法。這種設備在今天通常稱為太陽系儀（Orrery這個名稱來自一位愛爾蘭的貴族：18世紀的Orrery伯爵曾經建造了一個）。事實上，今天有許多的天象儀仍被稱為太陽系儀投影器，因為它們只能將太陽和環繞著的行星（通常只從金星到土星）相對於時間的運動，在圓頂上正確的呈現出來。
在18世紀，太陽系儀的傳統大小限制了它們的影響，在該世紀結束時，教育工作者才嘗試製做較大尺寸的模擬天空。亞當沃克（1730-1821）和他的兒子，試圖將教育的期望融合在戲劇的幻想中的努力是值得注意的。沃克的Eidouranion是他們在公開演講和戲劇演出時的核心。沃克的兒子在介紹這個精緻的機械時，描述他是個20尺高，27尺直徑：在開始操作前，它垂直站立在觀眾之前，這個球體是如此的巨大，在距離劇場很遠的地方都能看得見。每顆行星和衛星似乎都是單獨的懸在空中，沒有任何的支撐，也沒有任何明確的理由日復一日。年復一年的運轉著。其他的演講者提升它們自己的設備：R E勞埃德公佈他的Dioastrodoxon，或稱為巨大透明的太陽系儀；在1825年，William Kitchener提供他自己的Ouranologia，這是直徑42英尺（13）42尺（13公尺）的大圓。但這些設備幾乎都犧牲了天文學上的精確性，只是以聳動的影像對人們的景觀和感覺挑戰。
最古老的，仍能夠操作的天象儀存在於荷蘭的小鎮法蘭內克。他被建造在Eise Eisinga（1744-1828）的房屋的客廳中。Eisinga的天象儀於1781年建造完成，花了他7年的時間。
在1905年，位於德國慕尼黑德意志伯物館的奧斯卡·馮·米勒（1855-1934）委託在耶拿的卡爾蔡司光學公司的總工程師M Sendtner，後來由Franz Meyer接手，更新原本由齒輪驅動的太陽系儀。那是當時最大的機械式天象儀，可以演示以地球為中心和以太陽為中心的兩種運動。德意志博物館的這件展示受到一次大戰的影響一度中斷，直到1924年才完成。行星的運動使用電動馬達，沿著架空的軌道運行：土星軌道的直徑達到11.25公尺，電燈泡可以在牆面上投射出180顆恆星。
當這件工作還在進行時，馮米勒也在蔡司的工廠工作，與德國天文學家馬克斯·沃夫，海德堡大學王座山天文台天文台台長，合作，進行一種全新和新型的設計，靈感則來自芝加哥科學院工作的Wallace W. Atwood和出自卡爾·蔡司Walther Bauersfeld的想法。結果是安裝在一間半球型房間中心，可以利用內部的光學投射出恆星和行星的光點，並且演示所有必要運動狀況的天象儀設計。在1923年8月，第一架蔡司天象儀（地一帶模組）在聳立在蔡司工司屋頂上，直徑16米半球的球心，將夜空的圖像投影在砌上白石膏的混凝土穹頂。第一次公開的播放則是於1923年10月21日在慕尼黑的德意志博物館舉行。
在第二次大戰之前，幾乎所有的天象儀都是蔡司公司製造的，只有唯一的例外，由名為Korkosz的兩兄弟建造，一個是在麻塞諸塞州春田市，和另一個在加利福尼亞聖荷西，由美國的玫瑰十字會（Rosicrucian AMORC）下的訂單。

### 二次大戰後

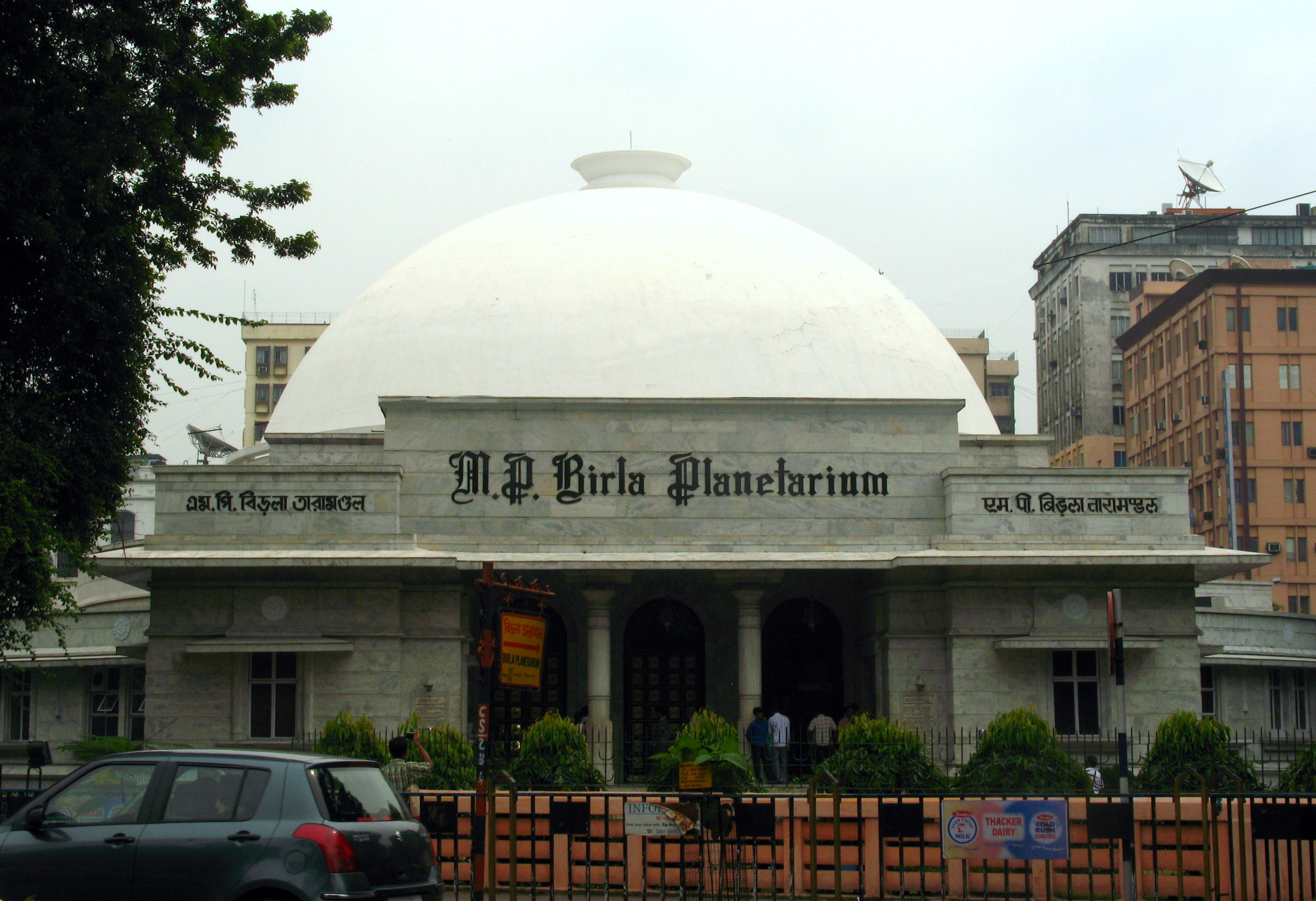
在印度加爾各答的M.P.比拉天象儀（估計設立於1962年）是亞洲第一座的天文館。

當德國在二次大戰後分裂成東德和西德時，蔡司公司也分裂為兩部分，留在東德耶拿的是傳統的總部，而有部分遷移到西德。設計出第一架蔡司天象儀的Walther Bauersfeld，直到1959年過世時都留在耶拿。
西德的蔡司公司在1954年恢復大型天象儀的產製，幾年後東德蔡司也恢復小型天象儀的生產。同時間，缺乏天象儀製造商的特殊環境，也造成一些機構嘗試發展出獨立的模型，像是加利福尼亞州科學院在舊金山市金門大橋公園建造的，從1952年一直工作到2003年。另一架由Korkosz兄弟為波士頓科學博物館建造的天象儀，在很長的一段時間內，是唯一能投射出天王星的，大多數的天象儀都因為只有在最好的條件下肉眼才能看見的理由，將天王星省略掉了。
擔心會因為失去在太空中發現新事物的機會而喪失領先優勢，受到刺激的美國在1950和60年代的太空競賽時期，在全美各地的高級中學安裝了超過1,200架的天象儀，為天象儀在全球的普及提供了很大的推動力。

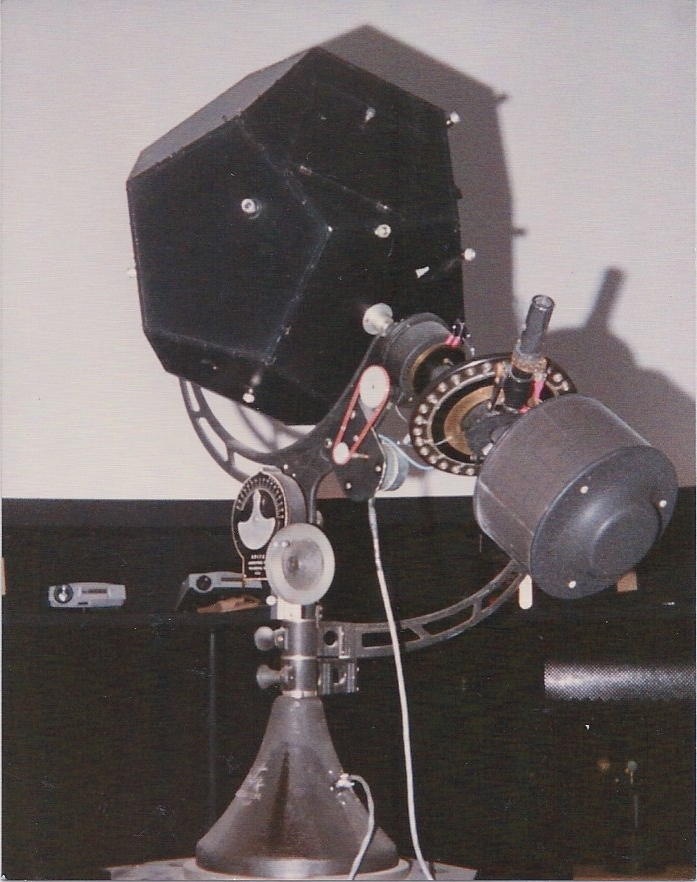
早期的史匹哲恆星投影器。

阿曼德·史匹哲認為小而便宜的天象儀有市場的價值，於是推出他的第一個模型，史匹哲A，從一個12面體投射出恆星的設計，從而減少了創建一個球體所需要的加工費用。行星雖然不能由機械投射，但可以用手動來移動。在之後又推出了數種功能晉階的模組，最後一種是A3P，可以投射超過一千顆的恆星，並可以用馬達變換緯度、周日運動、太陽的周年運動、月球（包括相位變化）和行星。從1964年至1980年代，有數百個中學、高中，甚至小型博物館都安裝了這種模組。

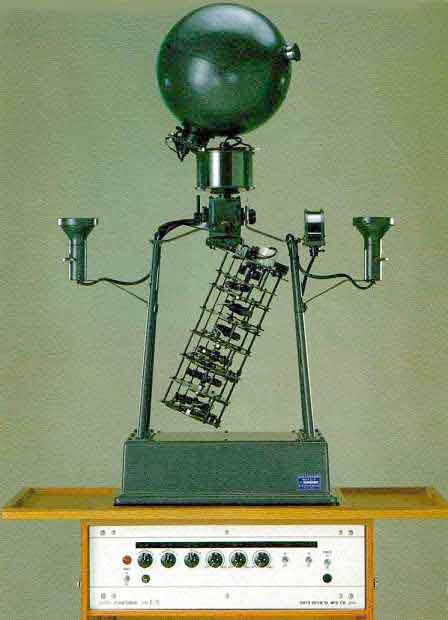
五藤E-5投影器。.

日本從1960年代也進入天象儀的製造商務，五藤光學研究所(株)（页面存档备份，存于）和美樂達這兩家公司都成功的行銷幾種不同的模組。五藤公司特別成功，經由日本教育部將它們最小的E-3或E-5型（數字代表相對應的圓頂直徑）分送給日本國內的每個小學。
在紐約市海頓天象館的知名講師，菲利浦·斯特恩（Phillip Stern），有個創意，要劍造一架可程式控制的天象儀。他在1967年介紹的阿波羅模組，採用塑膠程式模板，錄製講詞電影帶。由於自己無力支付研發所需費用，斯特恩成為Viewlex公司天象儀部門的主管，這是位於長島的一間中等規模的視聽公司。大約製做了30種套裝節目，可以提供不同程度的內容給民眾觀賞與學習，而且操作者還可以在天象儀上即時執行自己創建的天象節目。阿波羅的買主可以任意的挑選兩個套裝節目，並且還可以選購更多其他的節目。在售出了數百個之後，在1970年代末期，Viewlex宣布破產，但原因與天象儀的業務無關。
在1970年代，OmniMax影片系統（就是現在的IMAX Dome）被構思在天象儀的銀幕上放映。最近，有一些天象館已經重新定位自己是圓頂劇場（dome theaters），更廣泛的產品包括寬銀幕或環場影片、全天域視頻和雷射繪圖模組。
麻塞諸塞州的星空實驗室在1977年發展出第一個可以攜帶的天象儀，它能從可移動的圓柱投射出恆星、許多神話的星座圖、天球坐標系統和其他許多天體（Viewlex和其他人也有自行發展的可攜式天象儀）。
當1989年兩德統一時，兩間蔡司公司也合而為一，它們在天象儀的產品也涵蓋了各種大小不同的圓頂。

### 電腦操控天象儀

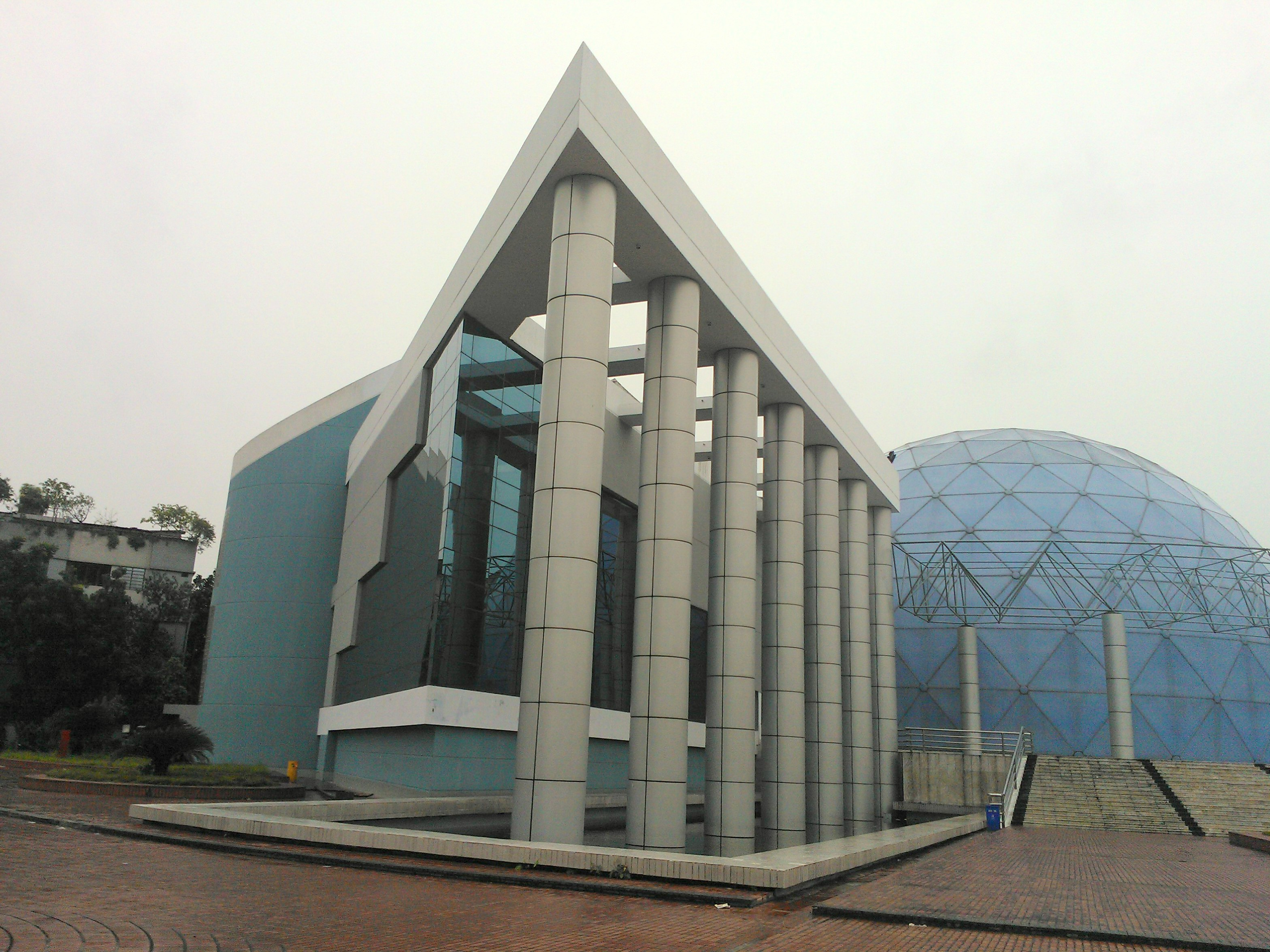
孟加拉國達卡的謝赫·穆吉布·拉赫曼天象館（大約建立於2003年）使用GSS-太陽神太空模擬機、Astrovision-70和許多其它的特效，投影在Astrotec的穿孔鋁幕上 。

在1983年，Evans & Sutherland安裝了第一架使用電腦影像的天象儀（猶他州鹽湖城的漢森天象館），使用Digistar I數位投影機以向量圖來顯示星場，效果如同簡圖一樣好。
最新一代的天象儀完全使用數位投影系統，並使用全天域視頻技術。這給操作人員極大的靈活性，不只可以顯示現從地球能看見的夜空，還能顯示任何他們想呈現的影象（包括從距離遙遠的太空和時間所見到的夜空）。
新一代的家用天象儀在大平貴之（Takayuki Ohira）和世嘉公司的合作下於日本推出。2005年在愛知博覽會的展示，使大平成為全球知名的可攜式天象儀研發首腦人物。他的家庭之星天象儀可以裝在一個小盒子內，其大小僅能供家庭使用，但卻可以在天花板上投射出一萬顆的恆星，使它足以做為半專業的使用。

## 天象儀技術

### 圓頂

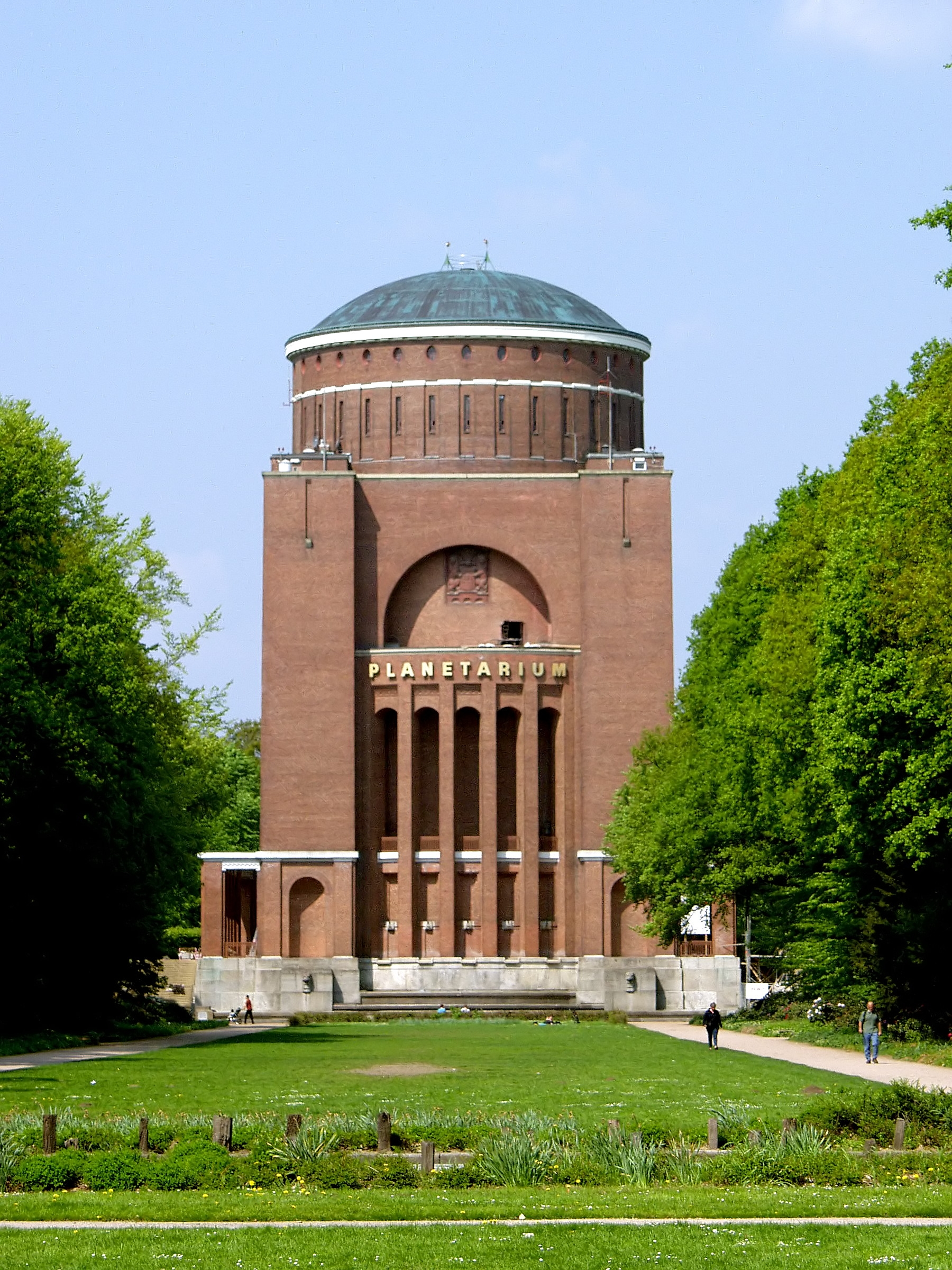
漢堡天象館

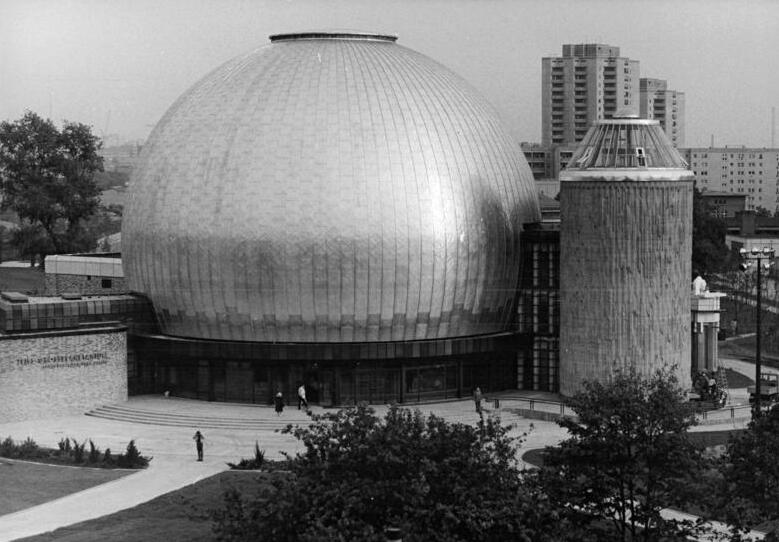
1987年的柏林大蔡司天像儀。

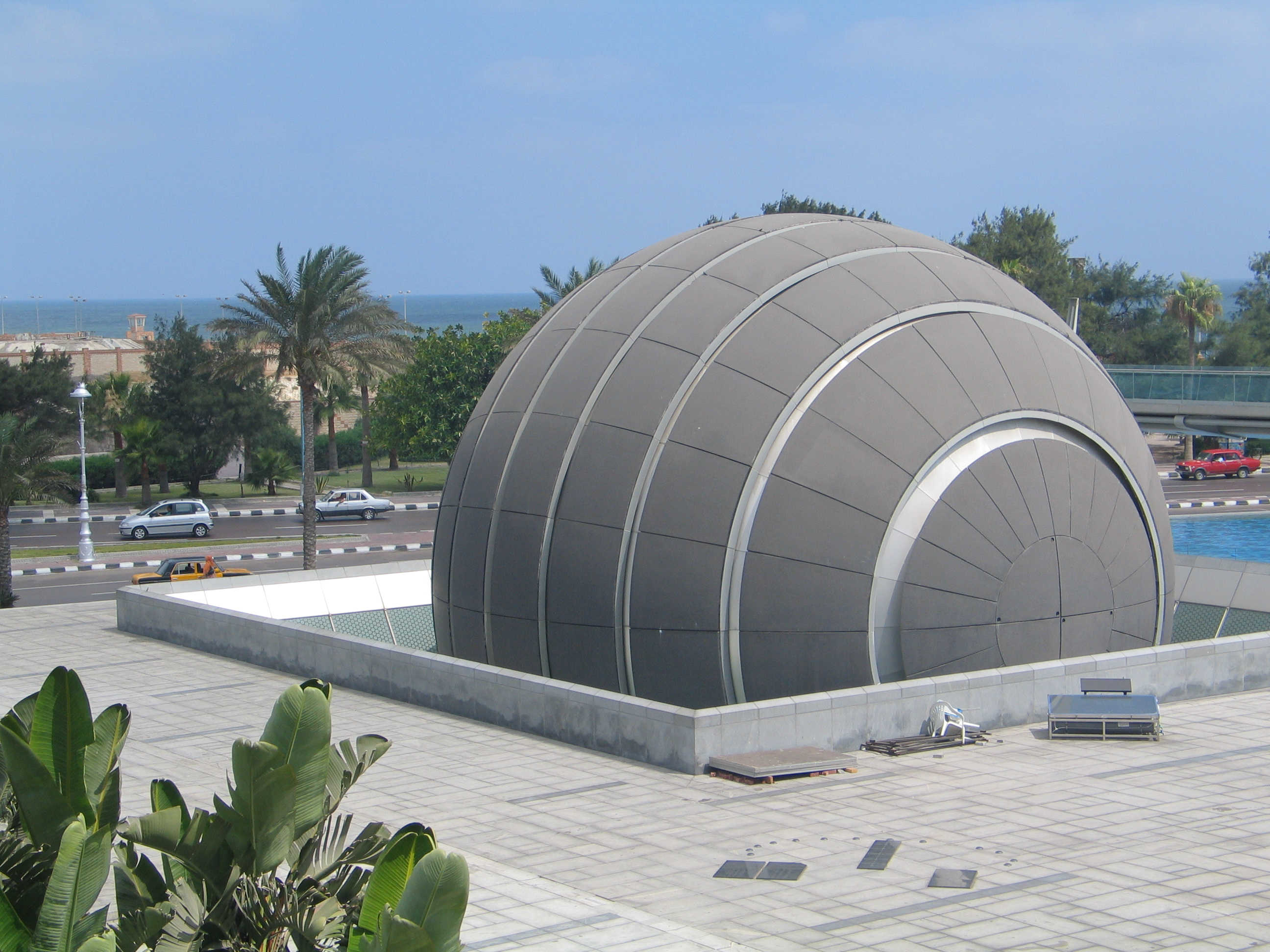
新亞歷山大圖書館科學中心天象館的圓頂。

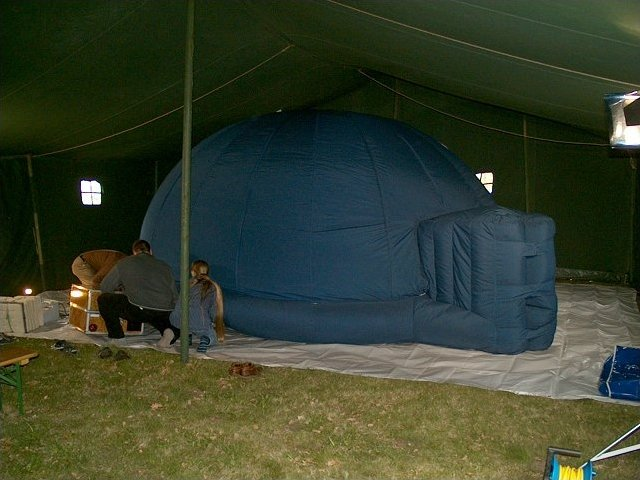
一種小型充氣式天象儀的圓頂。

天象儀圓頂的尺寸可以從3米到30米，容納的人數從1個人至500人不等。它們可以是永久固定式的，也可以是可攜帶的，取決於當初的設計。
- 可攜式充氣圓頂的結構可以在幾分鐘內展開，這種圓頂的構造通常用於行動式的參觀，例如學校和社區中心的天象儀。
- 使用玻璃纖維強化塑膠（GRP）的臨時結構扇形螺栓和安裝在框架上是可能的。它們可能需要花幾個小時來搭建，這種組合比較適用於展覽的場合，而這種圓頂至少會持續的用上好幾天。
- 負壓充氣的穹頂結構適用於伴永久性的場所。它們使用風扇從圓頂後面的表面抽取空氣，利用大氣壓力使它保持正確的型狀。
- 較小的永久性天象館圓頂經常是使用玻璃纖維強化塑膠建造。這是種價格便宜，但是做為投影表面時不僅會反射光線也會反射聲音，這種型式圓頂內部的聲學會減損它的實用性。因為空氣不能通過，對有著大量觀眾的天象館，這種固態的圓頂也存在著散熱和通風的問題。
- 使用傳統建築材料的較老舊天象館圓頂表面會使用石高。這種方法比較昂貴，並且和玻璃纖維強化塑膠一樣有著傳聲和通風的問題。
- 最現代的天象館使用背後有骨架結構支撐的鋁板，做為圓頂的鋁板很容易就可以在上面打出數千個小孔。這就減少了反射至觀眾的聲音（提供了較佳的聲音特性），讓聲音可以透過圓頂後面的音響系統投射（使聲音似乎來自與其相關的方向），並且允許空調系統的氣流能經由投影表面的小孔流通。

在天象廳觀看體驗的現實性取決於影像的動態範圍，也就是黑暗和光亮的對比。這對任何一個半球形的投影環境都可說是一種挑戰，因為在圓頂的一側投射出明亮的影像，會將光線反射至另外一側，"提升"黑暗水準使整個的影像看起來失去真實感。因為傳統天象儀的演示主要是在黑暗的背景上顯示出小光點（也就是恆星），這還不是一個重要的問題，但是數位投影系統開始用明亮的物件填充了圓頂的大部分，這就成了一個大問題（例如，在出現太陽的巨大影像前後）。因為這樣，現代的天象廳圓頂通常不會繪畫成白色，而寧願使用中灰色，使反射率降到只有35-50%。這會增加對比度和感知的水準。
圓頂的另一個挑戰是要使接縫盡可能的消失於無形。繪畫圓頂是一種主要的手段，如果做得適當，接縫幾乎可以完全被消除。
傳統上，天象廳的圓頂是水平架設的，以匹配真實自然環境真實的夜空。但是，因為這樣的結構需要配置高度傾斜的椅子才能舒適的"直接向上"觀察，越來越多的圓頂被修漸成對水平傾斜5至30度之間，以獲得更大的舒適度。傾斜的圓頂傾向於會創造出一個最適宜觀賞的和受到偏愛的'甜斑點（熱門區）'，大約集中在圓頂的最低點至最高處三分之一處。傾斜圓頂的座椅安排一般都像體育場一樣，是分層成列的排列；水平式圓頂的座位通常成圓弧列，同心圓排列（面向中心）或偏心圓弧列（面像前方）。
有些天象館偶爾會在座椅的扶手上安裝控制器，像是按鈕或搖桿，讓觀眾可以回饋以即時的影響節目的劇情。
通常圍繞著圓頂（穹窿）周邊通常會有：
- 類似環繞在天象館周圍地區的地理環境或建築物的輪廓。
- 模仿黃昏或城市光汙染的燈光效果。
- 在天象館的地平線裝飾包括不明飛行物在內的飛行器小模型。

傳統上，天象館需要佈置許多白熾燈環繞著穹窿協助觀眾進入和離開，並且模擬日出和日落，並為清洗圓頂的工作提供照明。最近，固態的LED照明已經減少了大量的電力耗費，並且不需要經常更換燈泡，也減少經常性維護照明設備的需求。
世界最大的機械式天象儀座落在威斯康辛州莫尼卡（Monico）的科瓦奇（Kovac）天象儀，直徑22英呎，重2公噸，球體全由木材製作，並且由可變頻調速的馬達控制與驅動。它比在芝加哥的亞特塢球（直徑15英呎）大，但只是海頓天像儀的三分之一大小。

## 全球最大的天文圓頂
日本名古屋市科學館興建的一座天文圓頂，於2011年春季完成，為目前全球最大的天文圓頂，直徑為35米（页面存档备份，存于）。在此之前，全球最大的天文圓頂位於日本愛媛縣新居濱市的愛媛縣總合科學館，圓頂直徑為30米（页面存档备份，存于）。

### 傳統的電子機械/光學投影器

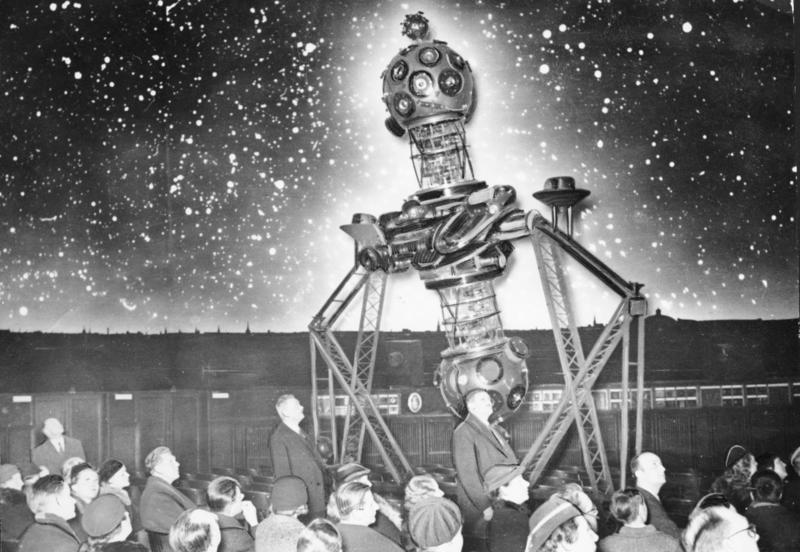
1939年於柏林天像館放映中的蔡斯投影機。

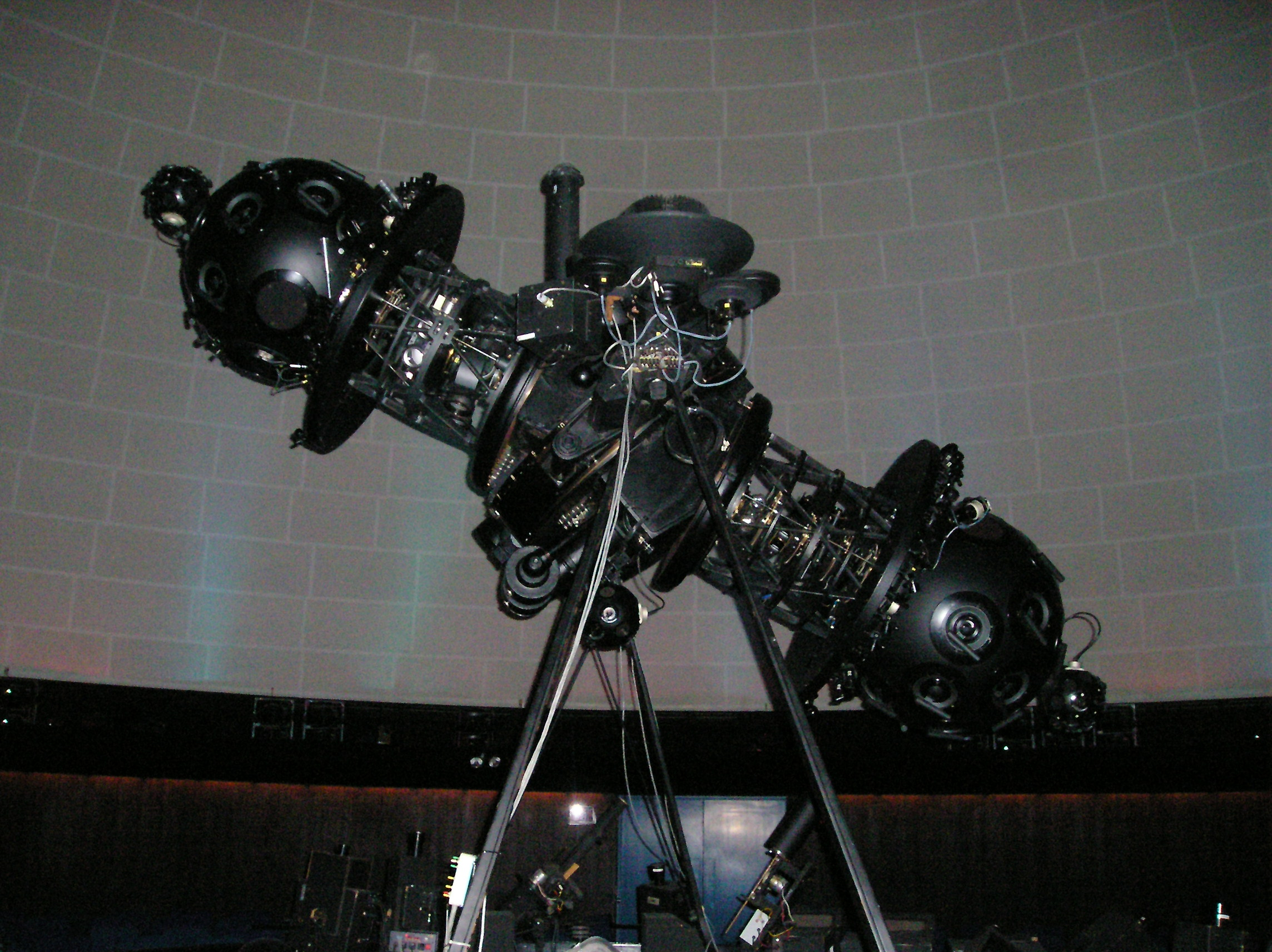
在蒙特婁天象館的蔡司投影機。

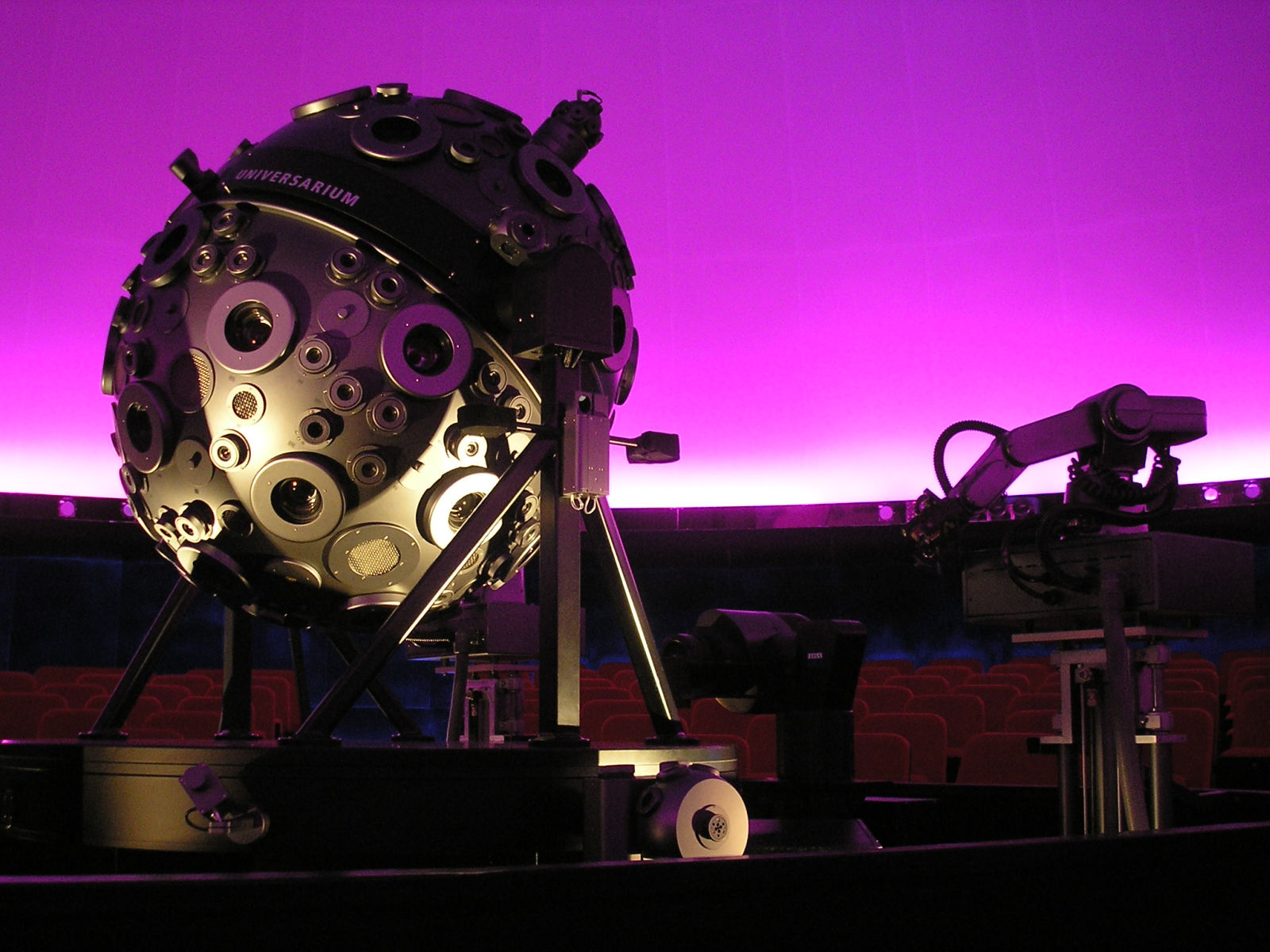
在漢堡天象館的一個現代的、卵形的蔡司投影機（UNIVERSARIUM Mark IX）。

傳統的天象儀投影設備使用內置燈泡的空心球，以針孔呈現每一顆恆星，因此這個球稱為"恆星球（star ball）"。對最亮的一些恆星（例如：天狼星、老人星、織女星），洞孔必須夠大才能通過足夠的光量，因此必須要一個小透鏡將光線聚集在圓頂上產生銳利的光點。在以後和現代天象儀的恆星球，這些亮星通常會有獨立的、形狀像手電筒的投影器，以單獨的透鏡聚集燈光，並聯上斷路器或遮罩以防止投影機投射到'地平線'下方。
恆星球通常安置在架台上，它可以整體的旋轉以模擬地球的周日運動，並且可以改變模擬的緯度。通常，這也意味著它也可以旋轉來製造分點歲差的現象。有時，恆星球會附加上黃道南極，在這種情況下，不能進行太南方的觀察，因為投影在圓頂上的南天會是一片黑暗的區域。有些恆星投影是用在支架兩端像啞鈴一樣相對著的兩個球，在這種情況下，天空中全部的恆星，無論是極區還是任何其它的區域，全部都能顯現出來。但是，在兩顆球重疊的部分（通常是赤道區域）的投射必須能重疊並相互匹配在一起。
更小的天象儀投影器包括一套恆星、太陽、月球和行星，還有各式各樣的星雲。更大的投影機還包括彗星和更多可選擇的恆星。額外增加的投影機可以在屏幕的週邊顯示暮曙光（包含完整的城市或鄉村景色）和銀河，其它的還有座標線和星座、攝影的幻燈片、雷射秀，和顯示其他的影像。
每顆行星都被明銳聚焦的燈光投射在圓頂上成為光點。行星投影儀都必須有轉動的機械裝置可以移動位置，從而可以模擬這些行星的運動。它們可以有這些類型：
- 哥白尼學說：軸代表太陽。每個轉動的物件代表一顆行星，這個燈光必須被安排和引導，使明亮的一面永遠朝向代表地球的物件。這樣的機器目前有下列的問題：
行星的燈光由電線供給，當行星轉動時電線會被扭轉，會使電線中的銅（金屬）因為反覆不斷的被扭轉而導致金屬疲乏。
當行星在與地球衝的位置時，它的光線很容易被機械的中心軸遮蔽。(如果機械的設置從實際位置旋轉180°，燈光從地球照射到每一顆行星，則每顆行星在與地球合時，也會發生遮蔽的風險。)（對天象館，這需要一個托勒密系統的軌道來固定天王星，當年托勒密並不知道這顆行星。）
- 托勒密系統：此處，中心的軸代表地球。代表行星的燈光只需要繞著軸心旋轉，它只需要進行周轉圓（本輪）變化的調整（或是無論天象儀的製造商如何稱呼它）。此處，托勒密的數值必須修定和移除周日運動，這是天象儀需要顧慮到的。
- 計算機控制：所有行星的燈光都在支架上，只相對於中心軸旋轉，並且由計算機來校準。

儘管能提供良好的觀測經驗，傳統的恆星球投影器仍然受到一些固有的限制。從一個實用的觀點看，在低光度的環境下，眼睛需要幾分鐘才能完成黑暗適應，恆星球在教學上的用途被侷限地球環境下看見的夜空。最後，對多數傳統放映機的挑戰是各種不同投影系統的覆蓋，要正常的呈現掩星是無能為力的。這就是說當行星投射在星場時，應該被遮蔽的恆星依然會在行星的影像上閃耀著，貶低了觀眾觀賞的品質。另一個相關的原因，是有些天象儀會將地平線以下的恆星投射在圓頂下方的牆面上或是地板上，或是（對亮星或行星）會照射到某些觀眾並在它們的眼睛中閃爍著。
但是，新生產的光學機械投影機使用光纖技術來呈現恆星，使天空的顯示更接近真實的圖像，遠比任何數位星象投影機的效果更好。

### 數位投影器

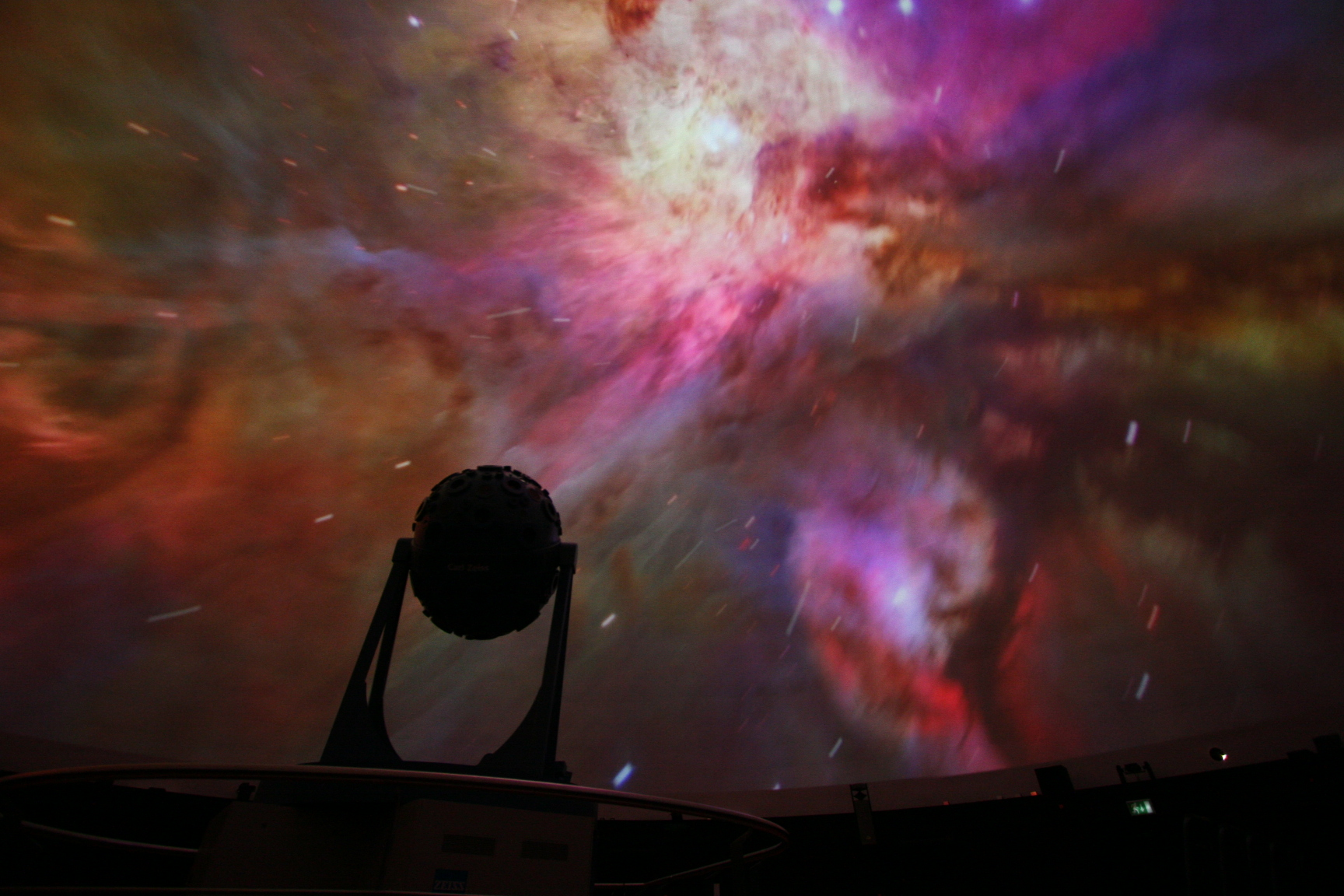
全天域雷射投影機。

越來越多的天象儀使用數位技術來取代整個系統內互相關聯和環繞著傳統燈泡的投影機，以解決系統所受到的限制。相較於傳統燈泡的天象儀，數位天象儀的製造商自稱不僅能降低了維修的成本，還能提高了可靠度，因為只需要使用少數幾個的移動機制，並且這幾個獨立的系統不再需要與圓頂同步運動。有些天象館在同一個圓頂中混合了傳統的光學投影機與數位這兩種技術。
一個全數位化的天象儀，圓頂內的影像通常是由電腦來生成，然後使用包括陰極射線管、LCD、DLP或雷射投影機等各種設備來將影像投射道圓頂上。有時在接近圓頂的中心點用單一的魚眼鏡頭將燈光投射到整個圓頂，而在其他的配置中，會在環繞圓頂地平線附近，使用幾個投影機投射出無縫接合的影像。
所有數位投影機的系統都將夜晚的星空圖像作成一個巨大的像素陣列，一般來說，一個系統可以顯示的像素越多，觀看時的體驗也就越好。當時第一代的數位投影機還沒有足夠的像素可以與傳統的高畫質燈泡投影機相匹敵，而現在的高端系統已經達到人類視力解像力的極限值。
LCD投影機在投射出真實的黑色光線上有其基礎能力的極限，因而限制了他們在天象儀上的應用。LCOS和改良過的LCOS投影機已經改善了液晶的對比比率，同時也消除了像素之間微小縫隙的“螢幕門”現象。“黑晶片”DLP投影機改善了標準DLP投影機的設計，並且對明亮的影像提供了更便宜的解決方案，但是投影機需要實體的阻絕器。由於技術的成熟和價格的降低，使雷射投影機用於圓頂的前途看好，它提供了明亮的影像、大的動態範圍和寬廣的色彩空間。

## 天象儀秀內容

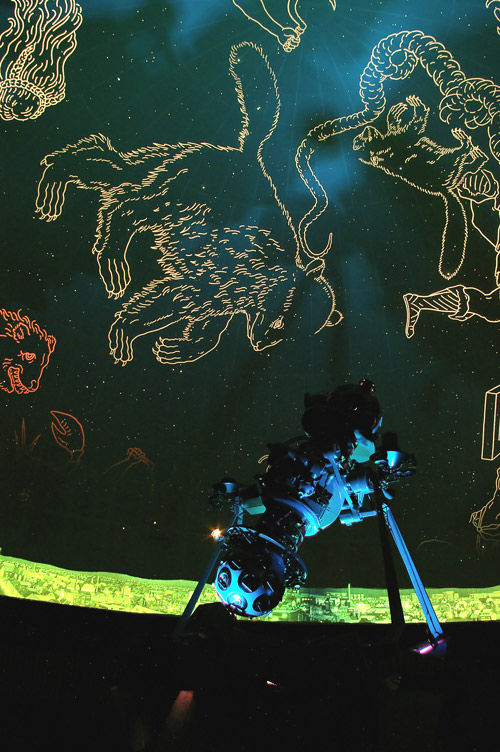
在天象儀秀中投影的星座藝術圖像。

## 外部連結
- IPS (International Planetarium Society) （页面存档备份，存于）
- WPD (Worldwide Planetariums Database) （页面存档备份，存于）
- PlanetariumsClub
- 中的“Planetariums”